# Erling Kagge
Erling Gjerdrum Kagge, född 15 januari 1963 i Oslo, är en norsk advokat, förläggare, författare, konstsamlare och äventyrare. 

## Biografi
Erling Kagge är son till  jazzjournalisten Stein Kagge och förlagsdirektören Aase Gjerdrum. Han växte upp i Oslo.
År 1989 blev han juris kandidat. Han började arbeta som jurist och var under ett par år anställd som advokat på företaget Norsk Hydro. 

## Expeditioner
År 1990 startade Kagge tillsammans med Geir Randby och Børge Ousland en expedition till Nordpolen. Fågelvägen skulle de tillryggalägga en sträcka av 800 km, utan hundar och utan att ta emot försörjning längs vägen. De startade den 8 mars 1990 från Ellesmere Island i Kanada. Geir Randby skadade ryggen på vägen och blev hämtad ut med flyg. Detta ledde till anklagelser om att expeditionen hade tagit emot hjälp utifrån längs vägen. Ousland och Kagge fullföljde färden och nådde Nordpolen. De avslutade expeditionen den 4 maj 1990, och använde 58 dagar för hela turen. Ingen hade tidigare gjort en sådan tur. Kagge och Ousland hämtades ut med flyg efter att de hade nått polen. 
Kagge nådde Sydpolen 1993 och Mount Everest året efter, samt följde sporadiska studier i filosofi på Cambridge University. På det sättet blev Kagge den förste i världen som nådde jordens tre poler och det utan hjälp eller radiokontakt.
Kagge skrev flera böcker från sina resor. År 1996 startade han förlaget Familievennen forlag, som år 2000 bytte namn till Kagge Forlag. Det sålde billiga böcker i matbutiker och har etablerat sig med bra försäljningssiffror.

## Politik
Kagge valdes in i Høyres partistyrelse år 2016.

### Översatt till svenska
- 2017 – Kagge, Erling; Eklund Lotta. Stillhet i tidens larm: glädjen i att stänga världen ute. [Stockholm]: Wahlström & Widstrand. Libris 20401891. ISBN 9789146233749
- 2019 – Kagge, Erling; Stedman Helena. Att gå: ett liv i rörelse. [Stockholm]: Norstedts. Libris q01zcw3cnf18jxg2. ISBN 9789113091259